# Кондратович, Евгений Павлович
Евгений Павлович Кондратович (5 октября 1934 — 8 декабря 2009) — передовик советской целлюлозно-бумажной и деревообрабатывающей промышленности, генеральный директор производственного объединения «Китойлес» Министерства лесной, целлюлозно-бумажной и деревообрабатывающей промышленности СССР, город Ангарск Иркутской области, Герой Социалистического Труда (1981).

## Биография
Родился 5 октября 1934 года в городе Бобруйске Могилёвской области Белоруссии в белорусской семье. 
В 1956 году завершил обучение в Бобруйском лесотехническом техникуме. Был направлен на работу в Иркутскую область, где стал трудиться брокером на Зиминском лесопильно-деревообрабатывающем комбинате (ЛДК), позже стал исполнять обязанности главного инженера предприятия.
В 1965 году без отрыва от производства завершил обучение в Сибирском технологическом институте и в 1967 году получил назначение на должность главного инженера Китойской лесоперерабатывающей базы, а через два года стал её директором. В 1975 году было создано производственное лесозаготовительное объединение «Китойлес», генеральным директором которого назначен Кондратович. В 1981 году по результатам работы в 10-й пятилетке (1976-1980) коллектив «Китойлес» был представлен к награждению орденом Трудового Красного Знамени.
За выдающиеся успехи, достигнутые в выполнении заданий десятой пятилетки и социалистических обязательств, Указом Президиума Верховного Совета СССР от 19 марта 1981 года Евгению Павловичу Кондратовичу было присвоено звание Героя Социалистического Труда с вручением ордена Ленина и золотой медали «Серп и Молот».
Избирался депутатом Китойского поселкового Совета народных депутатов.
Проживал в городе Ангарске. Умер 8 декабря 2009 года.

## Награды
За трудовые успехи удостоен:
- золотая звезда «Серп и Молот» (19.03.1981),
- орден Ленина (19.03.1981),
- Орден Октябрьской Революции (10.03.1976),
- Орден Трудового Красного Знамени (07.05.1971),
- другие медали.